# Fernando Lomi
Fernando Lomi (Milano, 18 febbraio 1916 – Bologna, 1º settembre 2003) è stato un calciatore italiano, di ruolo difensore.

## Caratteristiche tecniche
Giocava come terzino o mediano.

## Carriera
Nella stagione 1937-1938 ha giocato 6 partite in Serie A con la Fiorentina, facendo il suo esordio in prima divisione nella partita persa per 3-0 a Napoli il 10 ottobre 1937; l'anno seguente ha giocato 19 partite in Serie B con la SPAL. Dal 1940 al 1943 ha giocato invece in Serie C con la Salernitana, che nella stagione 1942-1943 ha vinto il suo girone. Durante la stagione 1943-1944 gioca invece in Divisione Nazionale (de facto la prima divisione in quella stagione) con la maglia della Centese.
Nella stagione 1945-1946 ha giocato nel campionato misto di A e B (ovvero la prima divisione italiana di quella stagione) con la Salernitana, squadra con cui l'anno seguente ha poi vinto il campionato di Serie B; nella stagione 1947-1948 ha invece vestito la maglia del Catania, con cui ha vinto il girone T del campionato di Serie C.

## Palmarès

### Club

#### Competizioni nazionali
- Campionato italiano di Serie B: 1

Salernitana: 1946-1947
- Serie C: 2

Salernitana: 1942-1943
Catania: 1948-1949